# Ctenomys perrensi
Espèce
Synonymes
- Ctenomys perrensis Thomas, 1898 (orth. error)

Statut de conservation UICN

 LC  : Préoccupation mineure
Ctenomys perrensi est une espèce de rongeurs de la famille des Ctenomyidae. Comme les autres membres du genre Ctenomys, appelés localement des tuco-tucos, c'est un petit mammifère d'Amérique du Sud bâti pour creuser des terriers. Ce rongeur est endémique d'Argentine.
L'espèce a été décrite pour la première fois en 1896 par le zoologiste britannique Michael Rogers Oldfield Thomas (1858-1929).